# Кононенко Віталій Олександрович
Віта́лій Олекса́ндрович Кононе́нко — молодший лейтенант Збройних сил України, учасник російсько-української війни.
Станом на березень 2017-го — начальник відділення офіцерів запасу і кадрів, Іванківський об'єднаний районний військовий комісаріат.

## Нагороди
8 вересня 2014 року — за особисту мужність і героїзм, виявлені у захисті державного суверенітету та територіальної цілісності України, вірність військовій присязі під час російсько-української війни, відзначений — нагороджений орденом «За мужність» III ступеня.